# Krogerup Højskole
Krogerup Højskole er en dansk folkehøjskole, beliggende mellem Humlebæk og Espergærde, nær den nordsjællandske Øresundskyst.
Skolen har til huse på den tidligere herregård Krogerup, der blev købt af Constantin Brun i 1810. Hans efterkommere måtte afhænde bygningerne til staten i 1939 på grund af gæld. Under Anden Verdenskrig benyttede besættelsesmagten bygningerne.
Højskolen blev grundlagt i 1946 med et humanistisk, europæisk og demokratidannende sigte, der var usædvanligt i højskolemiljøet på den tid.[kilde mangler] Skolens forstander de første ti år var teologen og politikeren Hal Koch. Nuværende forstander er Rasmus Meyer. Bestyrelsesformand er Alfred Josefsen; før ham var Simon Emil Ammitzbøll formand.
Hvert år uddeler Krogerup Højskole en Hal Koch Pris.

## Forstandere
- 1946 Hal Koch
- 1956 Harald Engberg-Pedersen (1916-2010)
- 1964 Georg Veit (1929-1994)[2] og hustru Herdis (1933-2006)
- 1966 K.E. Larsen
- 1982 Søren Bald
- 2002 Mette Geil
- 2005 Erik Boel
- 2008 Rikke Forchhammer, stoppede 31. juli 2018[3]
- 2018 Rasmus Meyer, tiltrådte 1. august 2018[4]

## Ekstern henvisning
- Krogerup Højskole